# Aramejščina
Aramêjščina je semitski jezik s štiritisočletno zgodovino, v katerem so izvorno napisani nekateri deli Svetega pisma. Bila je upravni jezik različnih imperijev (na primer Perzijskega cesarstva) in jezik čaščenja božanstev, verjetno pa tudi materni jezik Jezusa Kristusa. Med zadnjimi kraji, v katerih se je aramejščina še ohranila, je sirsko mesto Malula okoli 40 km severovzhodno od Damaska, s prebivalci večinoma grške pravoslavne vere. 